# 2017–2018-as női EHF-bajnokok ligája (csoportkör)
Ez a cikk ismerteti a 2017–2018-as női EHF-bajnokok ligája csoportköreinek az eredményeit.

## Formátum
A csoportkörben a 16 részt vevő csapatot négy darab négycsapatos csoportra osztották. A csoporton belül a csapatok oda-vissza vágós rendszerű körmérkőzést játszanak egymással. A csoportok első három helyezettjei jutnak a középdöntőbe, ahová az egymás ellen elért eredményeiket továbbviszik.
Azonos pontszám esetén az alábbiak szerint döntik el a sorrendet:
1. Egymás elleni mérkőzéseken szerzett több pont,
2. Egymás elleni mérkőzések alapján számolt gólkülönbség,
3. Egymás elleni mérkőzéseken lőtt több gól,
4. A csoport összes meccse alapján számolt gólkülönbség,
5. A csoportban lőtt gólok száma,
6. Sorsolás.

## Csoportkör

### Kiemelések
A csoportkör sorsolásakor alkalmazott kiemeléseket az alábbi táblázat tartalmazza. A sorsolást 2017. június 30-án tartották Ljubljanában.
| 1-es kalap                               | 2-es kalap                                           | 3-as kalap                                                    | 4-es kalap                                                         |
| ---------------------------------------- | ---------------------------------------------------- | ------------------------------------------------------------- | ------------------------------------------------------------------ |
| Budućnost Győri ETO Vardar CSM București | Larvik HK Rosztov-Don Nykøbing Falster Metz Handball | SG BBM Bietigheim FTC-Rail Cargo Hungaria Midtjylland RK Krim | GTPR Gdynia Brest Bretagne 1. selejtezőcsoport 2. selejtezőcsoport |

### A csoport
| #  | Csapat           | M | Gy | D | V | G+  | G–  | Gk  | P |
| -- | ---------------- | - | -- | - | - | --- | --- | --- | - |
| 1. | CSM București    | 5 | 4  | 0 | 1 | 158 | 122 | +36 | 8 |
| 2. | Nykøbing Falster | 5 | 3  | 0 | 2 | 140 | 137 | +3  | 6 |
| 3. | Krim             | 5 | 3  | 0 | 2 | 133 | 130 | +3  | 6 |
| 4. | GTPR Gdynia      | 5 | 0  | 0 | 5 | 113 | 155 | –42 | 0 |

| 2017. október. 07. 14:30 | Nykøbing Falster | 27–21       | GTPR Gdynia         | Næstved Arena, Næstved Nézőszám: 2035 Játékvezetők: Kijauskaitė, Žalienė (LTU) |
| 2017. október. 07. 14:30 | Westberg 8       | (14–10)     | Borysławska, Zych 7 | Næstved Arena, Næstved Nézőszám: 2035 Játékvezetők: Kijauskaitė, Žalienė (LTU) |
| 2017. október. 07. 14:30 | 4× 3×            | Jegyzőkönyv | 7× 2× 1×            | Næstved Arena, Næstved Nézőszám: 2035 Játékvezetők: Kijauskaitė, Žalienė (LTU) |

| 2017. október. 07. 19:00 | CSM București | 30–18       | Krim              | Polyvalent Hall, Bukarest Nézőszám: 4627 Játékvezetők: Arntsen, Røen (NOR) |
| 2017. október. 07. 19:00 | Neagu 8       | (15–7)      | Barič, Tsakalou 4 | Polyvalent Hall, Bukarest Nézőszám: 4627 Játékvezetők: Arntsen, Røen (NOR) |
| 2017. október. 07. 19:00 | 3× 2×         | Jegyzőkönyv | 4× 4×             | Polyvalent Hall, Bukarest Nézőszám: 4627 Játékvezetők: Arntsen, Røen (NOR) |

| 2017. október. 11. 20:00 | GTPR Gdynia  | 23–34       | CSM București | Gdynia Sports Arena, Gdynia Nézőszám: 700 Játékvezetők: Alpaidze, Berezkina (RUS) |
| 2017. október. 11. 20:00 | Uścinowicz 7 | (9–18)      | Neagu 12      | Gdynia Sports Arena, Gdynia Nézőszám: 700 Játékvezetők: Alpaidze, Berezkina (RUS) |
| 2017. október. 11. 20:00 | 5× 2×        | Jegyzőkönyv | 4× 2×         | Gdynia Sports Arena, Gdynia Nézőszám: 700 Játékvezetők: Alpaidze, Berezkina (RUS) |

| 2017. október. 14. 15:00 | Krim     | 27–26       | Nykøbing Falster | Arena Stožice, Ljubljana Nézőszám: 800 Játékvezetők: Schulze, Tönnies (GER) |
| 2017. október. 14. 15:00 | Stanko 9 | (15–15)     | K. Kristiansen 7 | Arena Stožice, Ljubljana Nézőszám: 800 Játékvezetők: Schulze, Tönnies (GER) |
| 2017. október. 14. 15:00 | 1× 4×    | Jegyzőkönyv | 5× 2×            | Arena Stožice, Ljubljana Nézőszám: 800 Játékvezetők: Schulze, Tönnies (GER) |

| 2017. október. 22. 16:50 | Nykøbing Falster           | 25–22       | CSM București | Næstved Arena, Næstved Nézőszám: 2876 Játékvezetők: Jurinović, Mrvica (CRO) |
| 2017. október. 22. 16:50 | Westberg, K. Kristiansen 6 | (13–14)     | Gulldén 6     | Næstved Arena, Næstved Nézőszám: 2876 Játékvezetők: Jurinović, Mrvica (CRO) |
| 2017. október. 22. 16:50 | 1× 3×                      | Jegyzőkönyv | 3× 2×         | Næstved Arena, Næstved Nézőszám: 2876 Játékvezetők: Jurinović, Mrvica (CRO) |

| 2017. október. 25. 18:30 | GTPR Gdynia | 19–29       | Krim    | Gdynia Sports Arena, Gdynia Nézőszám: 700 Játékvezetők: Herczeg, Südi (HUN) |
| 2017. október. 25. 18:30 | Szarawaga 5 | (10–11)     | Barič 6 | Gdynia Sports Arena, Gdynia Nézőszám: 700 Játékvezetők: Herczeg, Südi (HUN) |
| 2017. október. 25. 18:30 | 1× 3×       | Jegyzőkönyv | 3× 2×   | Gdynia Sports Arena, Gdynia Nézőszám: 700 Játékvezetők: Herczeg, Südi (HUN) |

| 2017. november. 04. 15:00 | Krim            | 29–22       | GTPR Gdynia | Arena Stožice, Ljubljana Nézőszám: 900 Játékvezetők: Bennani, Bennani (SWE) |
| 2017. november. 04. 15:00 | Barič, Stanko 6 | (16–11)     | Zych 5      | Arena Stožice, Ljubljana Nézőszám: 900 Játékvezetők: Bennani, Bennani (SWE) |
| 2017. november. 04. 15:00 | 9× 2×           | Jegyzőkönyv | 5× 3×       | Arena Stožice, Ljubljana Nézőszám: 900 Játékvezetők: Bennani, Bennani (SWE) |

| 2017. november. 04. 15:45 | CSM București | 39–26       | Nykøbing Falster | Polyvalent Hall, Bukarest Nézőszám: 2000 Játékvezetők: Bonaventura, Bonaventura (FRA) |
| 2017. november. 04. 15:45 | Curea 7       | (18–12)     | Westberg 8       | Polyvalent Hall, Bukarest Nézőszám: 2000 Játékvezetők: Bonaventura, Bonaventura (FRA) |
| 2017. november. 04. 15:45 | 6× 1×         | Jegyzőkönyv | 2× 3×            | Polyvalent Hall, Bukarest Nézőszám: 2000 Játékvezetők: Bonaventura, Bonaventura (FRA) |

| 2017. november. 10. 19:00 | GTPR Gdynia              | 28–36       | Nykøbing Falster | Gdynia Sports Arena, Gdynia Nézőszám: 700 Játékvezetők: Antić, Jakovljević (SRB) |
| 2017. november. 10. 19:00 | Janiszewska, Kulwińska 6 | (10–15)     | Westberg 11      | Gdynia Sports Arena, Gdynia Nézőszám: 700 Játékvezetők: Antić, Jakovljević (SRB) |
| 2017. november. 10. 19:00 | 2× 2×                    | Jegyzőkönyv | 2× 2×            | Gdynia Sports Arena, Gdynia Nézőszám: 700 Játékvezetők: Antić, Jakovljević (SRB) |

| 2017. november. 11. 15:00 | Krim    | 30–33       | CSM București | Arena Stožice, Ljubljana Nézőszám: 1800 Játékvezetők: Kijauskaitė, Žalienė (LTU) |
| 2017. november. 11. 15:00 | Benko 7 | (16–17)     | Neagu 9       | Arena Stožice, Ljubljana Nézőszám: 1800 Játékvezetők: Kijauskaitė, Žalienė (LTU) |
| 2017. november. 11. 15:00 | 2× 4×   | Jegyzőkönyv | 5× 2×         | Arena Stožice, Ljubljana Nézőszám: 1800 Játékvezetők: Kijauskaitė, Žalienė (LTU) |

| 2017. november. 19. 15:00 | CSM București | – | GTPR Gdynia | Polyvalent Hall, Bukarest Játékvezetők: Vranes, Wenninger (AUT) |
| 2017. november. 19. 15:00 |               |   |             | Polyvalent Hall, Bukarest Játékvezetők: Vranes, Wenninger (AUT) |
| 2017. november. 19. 15:00 | Jegyzőkönyv   |   |             | Polyvalent Hall, Bukarest Játékvezetők: Vranes, Wenninger (AUT) |

| 2017. november. 19. 15:10 | Nykøbing Falster | – | Krim | Næstved Arena, Næstved Játékvezetők: Ilieva, Karbeska (MKD) |
| 2017. november. 19. 15:10 |                  |   |      | Næstved Arena, Næstved Játékvezetők: Ilieva, Karbeska (MKD) |
| 2017. november. 19. 15:10 | Jegyzőkönyv      |   |      | Næstved Arena, Næstved Játékvezetők: Ilieva, Karbeska (MKD) |

### B csoport
| #  | Csapat            | M | Gy | D | V | G+  | G–  | Gk  | P  |
| -- | ----------------- | - | -- | - | - | --- | --- | --- | -- |
| 1. | Győri Audi ETO KC | 6 | 5  | 0 | 1 | 153 | 126 | +27 | 10 |
| 2. | Rosztov-Don       | 6 | 4  | 0 | 2 | 149 | 138 | +11 | 8  |
| 3. | FC Midtjylland    | 6 | 3  | 0 | 3 | 134 | 147 | –13 | 6  |
| 4. | Brest Bretagne    | 6 | 0  | 0 | 6 | 132 | 157 | –25 | 0  |

| 2017. október. 07. 15:00 | Rosztov-Don | 26–24       | Brest Bretagne | Palace of Sport " Rostov Don", Rosztov-na-Donu Nézőszám: 2500 Játékvezetők: Jurinović, Mrvica (CRO) |
| 2017. október. 07. 15:00 | Makejeva 5  | (14–13)     | Stoiljković 6  | Palace of Sport " Rostov Don", Rosztov-na-Donu Nézőszám: 2500 Játékvezetők: Jurinović, Mrvica (CRO) |
| 2017. október. 07. 15:00 | 4×          | Jegyzőkönyv | 3× 3×          | Palace of Sport " Rostov Don", Rosztov-na-Donu Nézőszám: 2500 Játékvezetők: Jurinović, Mrvica (CRO) |

| 2017. október. 07. 19:30 | Győri Audi ETO KC | 27–16       | FC Midtjylland | Audi Aréna, Győr Nézőszám: 5157 Játékvezetők: Brunovský, Čanda (SVK) |
| 2017. október. 07. 19:30 | Görbicz 6         | (15–8)      | Pedersen 4     | Audi Aréna, Győr Nézőszám: 5157 Játékvezetők: Brunovský, Čanda (SVK) |
| 2017. október. 07. 19:30 | 2× 2×             | Jegyzőkönyv | 2× 3×          | Audi Aréna, Győr Nézőszám: 5157 Játékvezetők: Brunovský, Čanda (SVK) |

| 2017. október. 15. 15:00 | Brest Bretagne | 23–26       | Győri Audi ETO KC | Brest Arena, Brest Nézőszám: 3433 Játékvezetők: Kurtagic, Wetterwik (SWE) |
| 2017. október. 15. 15:00 | Geiger 6       | (10–13)     | Groot 6           | Brest Arena, Brest Nézőszám: 3433 Játékvezetők: Kurtagic, Wetterwik (SWE) |
| 2017. október. 15. 15:00 | 5× 3×          | Jegyzőkönyv | 5× 3×             | Brest Arena, Brest Nézőszám: 3433 Játékvezetők: Kurtagic, Wetterwik (SWE) |

| 2017. október. 15. 16:30 | FC Midtjylland  | 24–21       | Rosztov-Don | Ikast-Brande Arena, Ikast Nézőszám: 1652 Játékvezetők: Opava, Válek (CZE) |
| 2017. október. 15. 16:30 | három játékos 5 | (11–10)     | Vjahireva 4 | Ikast-Brande Arena, Ikast Nézőszám: 1652 Játékvezetők: Opava, Válek (CZE) |
| 2017. október. 15. 16:30 | 3× 3×           | Jegyzőkönyv | 2× 1×       | Ikast-Brande Arena, Ikast Nézőszám: 1652 Játékvezetők: Opava, Válek (CZE) |

| 2017. október. 20. 19:00 | Brest Bretagne | 22–23       | FC Midtjylland | Brest Arena, Brest Nézőszám: 1043 Játékvezetők: Tzaferopoulos, Bethmann (GRE) |
| 2017. október. 20. 19:00 | Geiger 5       | (10–12)     | Burgaard 10    | Brest Arena, Brest Nézőszám: 1043 Játékvezetők: Tzaferopoulos, Bethmann (GRE) |
| 2017. október. 20. 19:00 | 3× 2×          | Jegyzőkönyv | 1× 2×          | Brest Arena, Brest Nézőszám: 1043 Játékvezetők: Tzaferopoulos, Bethmann (GRE) |

| 2017. október. 21. 16:00 | Rosztov-Don | 23–22       | Győri Audi ETO KC | Palace of Sport " Rostov Don", Rosztov-na-Donu Nézőszám: 2400 Játékvezetők: Marić, Mašić (SRB) |
| 2017. október. 21. 16:00 | Rodrigues 7 | (12–12)     | Oftedal 5         | Palace of Sport " Rostov Don", Rosztov-na-Donu Nézőszám: 2400 Játékvezetők: Marić, Mašić (SRB) |
| 2017. október. 21. 16:00 | 1× 3×       | Jegyzőkönyv | 4× 4×             | Palace of Sport " Rostov Don", Rosztov-na-Donu Nézőszám: 2400 Játékvezetők: Marić, Mašić (SRB) |

| 2017. november. 04. 13:30 | FC Midtjylland | 27–23       | Brest Bretagne  | Ikast-Brande Arena, Ikast Nézőszám: 1560 Játékvezetők: Arntsen, Røen (NOR) |
| 2017. november. 04. 13:30 | Kristiansen 12 | (12–7)      | három játékos 4 | Ikast-Brande Arena, Ikast Nézőszám: 1560 Játékvezetők: Arntsen, Røen (NOR) |
| 2017. november. 04. 13:30 | 2× 2×          | Jegyzőkönyv | 3× 2×           | Ikast-Brande Arena, Ikast Nézőszám: 1560 Játékvezetők: Arntsen, Røen (NOR) |

| 2017. november. 06. 19:00 | Győri Audi ETO KC | 25–23       | Rosztov-Don          | Audi Aréna, Győr Nézőszám: 5500 Játékvezetők: Baranowski, Lemanowicz (POL) |
| 2017. november. 06. 19:00 | Amorim, Görbicz 5 | (13–9)      | Rodrigues, Dembélé 5 | Audi Aréna, Győr Nézőszám: 5500 Játékvezetők: Baranowski, Lemanowicz (POL) |
| 2017. november. 06. 19:00 | 3× 3×             | Jegyzőkönyv | 5× 3×                | Audi Aréna, Győr Nézőszám: 5500 Játékvezetők: Baranowski, Lemanowicz (POL) |

| 2017. november. 11. 15:00 | Brest Bretagne | 23–29       | Rosztov-Don  | Brest Arena, Brest Nézőszám: 2775 Játékvezetők: Pavićević, Ražnatović (MNE) |
| 2017. november. 11. 15:00 | Geiger 6       | (14–15)     | Manaharova 8 | Brest Arena, Brest Nézőszám: 2775 Játékvezetők: Pavićević, Ražnatović (MNE) |
| 2017. november. 11. 15:00 | 2× 2×          | Jegyzőkönyv | 3× 3×        | Brest Arena, Brest Nézőszám: 2775 Játékvezetők: Pavićević, Ražnatović (MNE) |

| 2017. november. 11. 15:30 | FC Midtjylland | 24–27       | Győri Audi ETO KC | Ikast-Brande Arena, Ikast Nézőszám: 2190 Játékvezetők: Marín, García (ESP) |
| 2017. november. 11. 15:30 | Kristiansen 11 | (12–14)     | Mørk 13           | Ikast-Brande Arena, Ikast Nézőszám: 2190 Játékvezetők: Marín, García (ESP) |
| 2017. november. 11. 15:30 | 4× 3×          | Jegyzőkönyv | 2× 2×             | Ikast-Brande Arena, Ikast Nézőszám: 2190 Játékvezetők: Marín, García (ESP) |

| 2017. november. 18. 15:00 | Győri Audi ETO KC | 26–17       | Brest Bretagne | Audi Aréna, Győr Nézőszám: 5500 Játékvezetők: Schulze, Tönnies (GER) |
| 2017. november. 18. 15:00 | Broch 7           | (13–7)      | Sand 4         | Audi Aréna, Győr Nézőszám: 5500 Játékvezetők: Schulze, Tönnies (GER) |
| 2017. november. 18. 15:00 | 1× 2×             | Jegyzőkönyv | 2× 2×          | Audi Aréna, Győr Nézőszám: 5500 Játékvezetők: Schulze, Tönnies (GER) |

| 2017. november. 18. 15:00 | Rosztov-Don | 27–20       | FC Midtjylland | Palace of Sport " Rostov Don", Rosztov-na-Donu Nézőszám: 2100 Játékvezetők: Năstase, Stancu (ROU) |
| 2017. november. 18. 15:00 | Petrova 6   | (15–7)      | Kristiansen 9  | Palace of Sport " Rostov Don", Rosztov-na-Donu Nézőszám: 2100 Játékvezetők: Năstase, Stancu (ROU) |
| 2017. november. 18. 15:00 | 2× 4×       | Jegyzőkönyv | 3× 3×          | Palace of Sport " Rostov Don", Rosztov-na-Donu Nézőszám: 2100 Játékvezetők: Năstase, Stancu (ROU) |

### C csoport
| #  | Csapat                  | M | Gy | D | V | G+  | G–  | Gk  | P  |
| -- | ----------------------- | - | -- | - | - | --- | --- | --- | -- |
| 1. | Vardar                  | 6 | 6  | 0 | 0 | 182 | 147 | +35 | 12 |
| 2. | FTC-Rail Cargo Hungaria | 5 | 3  | 0 | 2 | 153 | 146 | +7  | 6  |
| 3. | Larvik HK               | 5 | 1  | 0 | 4 | 131 | 151 | –20 | 2  |
| 4. | Thüringer HC            | 6 | 1  | 0 | 5 | 145 | 167 | –22 | 2  |

| 2017. október. 06. 19:00 | Vardar            | 34–31       | FTC-Rail Cargo Hungaria | Jane Sandanski Arena, Szkopje Nézőszám: 5500 Játékvezetők: Brehmer, Skowronek (POL) |
| 2017. október. 06. 19:00 | Cvijić, Penezić 7 | (20–11)     | Faluvégi 7              | Jane Sandanski Arena, Szkopje Nézőszám: 5500 Játékvezetők: Brehmer, Skowronek (POL) |
| 2017. október. 06. 19:00 | 5× 3×             | Jegyzőkönyv | 3× 3×                   | Jane Sandanski Arena, Szkopje Nézőszám: 5500 Játékvezetők: Brehmer, Skowronek (POL) |

| 2017. október. 07. 17:00 | Larvik HK     | 27–31       | Thüringer HC | Arena Larvik, Larvik Nézőszám: 774 Játékvezetők: Bonaventura, Bonaventura (FRA) |
| 2017. október. 07. 17:00 | Christensen 7 | (11–16)     | Luzumová 13  | Arena Larvik, Larvik Nézőszám: 774 Játékvezetők: Bonaventura, Bonaventura (FRA) |
| 2017. október. 07. 17:00 | 5× 2×         | Jegyzőkönyv | 4× 2×        | Arena Larvik, Larvik Nézőszám: 774 Játékvezetők: Bonaventura, Bonaventura (FRA) |

| 2017. október. 14. 18:00 | FTC-Rail Cargo Hungaria | 37–33       | Larvik HK  | OBO Aréna, Dabas Nézőszám: 1800 Játékvezetők: Antić, Jakovljević (SRB) |
| 2017. október. 14. 18:00 | van der Heijden 10      | (18–15)     | Breistøl 9 | OBO Aréna, Dabas Nézőszám: 1800 Játékvezetők: Antić, Jakovljević (SRB) |
| 2017. október. 14. 18:00 | 5× 3×                   | Jegyzőkönyv | 5× 2×      | OBO Aréna, Dabas Nézőszám: 1800 Játékvezetők: Antić, Jakovljević (SRB) |

| 2017. október. 15. 14:00 | Thüringer HC | 21–29       | Vardar      | Wiedigsburghalle, Nordhausen Nézőszám: 1500 Játékvezetők: Kiyashko, Kiselev (RUS) |
| 2017. október. 15. 14:00 | Luzumová 8   | (11–19)     | Radičević 8 | Wiedigsburghalle, Nordhausen Nézőszám: 1500 Játékvezetők: Kiyashko, Kiselev (RUS) |
| 2017. október. 15. 14:00 | 4× 2×        | Jegyzőkönyv | 5× 3×       | Wiedigsburghalle, Nordhausen Nézőszám: 1500 Játékvezetők: Kiyashko, Kiselev (RUS) |

| 2017. október. 21. 17:00 | Larvik HK     | 19–31       | Vardar                 | Arena Larvik, Larvik Nézőszám: 889 Játékvezetők: Mandák, Rudinský (SVK) |
| 2017. október. 21. 17:00 | Christensen 4 | (9–16)      | Penezić, Risztovszka 6 | Arena Larvik, Larvik Nézőszám: 889 Játékvezetők: Mandák, Rudinský (SVK) |
| 2017. október. 21. 17:00 | 1× 3×         | Jegyzőkönyv | 2× 3×                  | Arena Larvik, Larvik Nézőszám: 889 Játékvezetők: Mandák, Rudinský (SVK) |

| 2017. október. 22. 14:00 | Thüringer HC | 25–29       | FTC-Rail Cargo Hungaria | Wiedigsburghalle, Nordhausen Nézőszám: 1600 Játékvezetők: Christiansen, Hansen (DEN) |
| 2017. október. 22. 14:00 | Luzumová 10  | (15–14)     | Pena 9                  | Wiedigsburghalle, Nordhausen Nézőszám: 1600 Játékvezetők: Christiansen, Hansen (DEN) |
| 2017. október. 22. 14:00 | 2× 3×        | Jegyzőkönyv | 7× 2×                   | Wiedigsburghalle, Nordhausen Nézőszám: 1600 Játékvezetők: Christiansen, Hansen (DEN) |

| 2017. november. 04. 15:00 | FTC-Rail Cargo Hungaria | 28–25       | Thüringer HC | OBO Aréna, Dabas Nézőszám: 1500 Játékvezetők: Florescu, Stoia (ROU) |
| 2017. november. 04. 15:00 | Pena 6                  | (13–14)     | Luzumová 6   | OBO Aréna, Dabas Nézőszám: 1500 Játékvezetők: Florescu, Stoia (ROU) |
| 2017. november. 04. 15:00 | 2× 4×                   | Jegyzőkönyv | 3× 4×        | OBO Aréna, Dabas Nézőszám: 1500 Játékvezetők: Florescu, Stoia (ROU) |

| 2017. november. 04. 17:00 | Vardar    | 30–27       | Larvik HK            | Jane Sandanski Arena, Szkopje Nézőszám: 1800 Játékvezetők: Năstase, Stancu (ROU) |
| 2017. november. 04. 17:00 | Penezić 7 | (10–11)     | Breistøl, Hjertner 6 | Jane Sandanski Arena, Szkopje Nézőszám: 1800 Játékvezetők: Năstase, Stancu (ROU) |
| 2017. november. 04. 17:00 | 2× 2×     | Jegyzőkönyv | 3× 3×                | Jane Sandanski Arena, Szkopje Nézőszám: 1800 Játékvezetők: Năstase, Stancu (ROU) |

| 2017. november. 11. 13:30 | FTC-Rail Cargo Hungaria | 28–29       | Vardar    | OBO Aréna, Dabas Nézőszám: 2498 Játékvezetők: Bonaventura, Bonaventura (FRA) |
| 2017. november. 11. 13:30 | Pena 8                  | (12–16)     | Penezić 9 | OBO Aréna, Dabas Nézőszám: 2498 Játékvezetők: Bonaventura, Bonaventura (FRA) |
| 2017. november. 11. 13:30 | 3× 3×                   | Jegyzőkönyv | 6× 2×     | OBO Aréna, Dabas Nézőszám: 2498 Játékvezetők: Bonaventura, Bonaventura (FRA) |

| 2017. november. 12. 14:00 | Thüringer HC | 22–25       | Larvik HK     | Wiedigsburghalle, Nordhausen Nézőszám: 1600 Játékvezetők: Vujačić, Kažanegra (MNE) |
| 2017. november. 12. 14:00 | Luzumová 7   | (10–14)     | Christensen 6 | Wiedigsburghalle, Nordhausen Nézőszám: 1600 Játékvezetők: Vujačić, Kažanegra (MNE) |
| 2017. november. 12. 14:00 | 4× 2×        | Jegyzőkönyv | 3× 3×         | Wiedigsburghalle, Nordhausen Nézőszám: 1600 Játékvezetők: Vujačić, Kažanegra (MNE) |

| 2017. november. 17. 19:00 | Vardar      | 29–21       | Thüringer HC | Jane Sandanski Arena, Szkopje Nézőszám: 5000 Játékvezetők: Panayides, Andreou (CYP) |
| 2017. november. 17. 19:00 | Lacrabère 7 | (12–12)     | Luzumová 6   | Jane Sandanski Arena, Szkopje Nézőszám: 5000 Játékvezetők: Panayides, Andreou (CYP) |
| 2017. november. 17. 19:00 | 2× 3×       | Jegyzőkönyv | 2× 3×        | Jane Sandanski Arena, Szkopje Nézőszám: 5000 Játékvezetők: Panayides, Andreou (CYP) |

| 2017. november. 19. 15:00 | Larvik HK   | – | FTC-Rail Cargo Hungaria | Arena Larvik, Larvik Játékvezetők: Alpaidze, Berezkina (RUS) |
| 2017. november. 19. 15:00 |             |   |                         | Arena Larvik, Larvik Játékvezetők: Alpaidze, Berezkina (RUS) |
| 2017. november. 19. 15:00 | Jegyzőkönyv |   |                         | Arena Larvik, Larvik Játékvezetők: Alpaidze, Berezkina (RUS) |

### D csoport
| #  | Csapat              | M | Gy | D | V | G+  | G–  | Gk  | P |
| -- | ------------------- | - | -- | - | - | --- | --- | --- | - |
| 1. | Metz Handball       | 5 | 4  | 0 | 1 | 130 | 116 | +14 | 8 |
| 2. | SG BBM Bietigheim   | 5 | 3  | 0 | 2 | 131 | 131 | 0   | 6 |
| 3. | Budućnost Podgorica | 6 | 3  | 0 | 3 | 144 | 148 | –4  | 6 |
| 4. | Vipers Kristiansand | 6 | 1  | 0 | 5 | 144 | 154 | –10 | 2 |

| 2017. október. 07. 19:00 | Budućnost Podgorica | 32–24       | SG BBM Bietigheim | Morača Sports Center, Podgorica Nézőszám: 1500 Játékvezetők: Mandák, Rudinský (SVK) |
| 2017. október. 07. 19:00 | Jauković 9          | (17–10)     | Kudłacz-Gloc 5    | Morača Sports Center, Podgorica Nézőszám: 1500 Játékvezetők: Mandák, Rudinský (SVK) |
| 2017. október. 07. 19:00 | 4× 2×               | Jegyzőkönyv | 5× 4×             | Morača Sports Center, Podgorica Nézőszám: 1500 Játékvezetők: Mandák, Rudinský (SVK) |

| 2017. október. 08. 19:00 | Metz Handball | 30–22       | Vipers Kristiansand | Arènes de Metz, Metz Nézőszám: 3370 Játékvezetők: Christiansen, Hansen (DEN) |
| 2017. október. 08. 19:00 | Gros 7        | (14–12)     | Aune 6              | Arènes de Metz, Metz Nézőszám: 3370 Játékvezetők: Christiansen, Hansen (DEN) |
| 2017. október. 08. 19:00 | 3× 3×         | Jegyzőkönyv | 4× 3×               | Arènes de Metz, Metz Nézőszám: 3370 Játékvezetők: Christiansen, Hansen (DEN) |

| 2017. október. 14. 16:00 | Vipers Kristiansand | 29–19       | Budućnost Podgorica | Aquarama Kristiansand, Kristiansand Nézőszám: 1650 Játékvezetők: Florescu, Stoia (ROU) |
| 2017. október. 14. 16:00 | Sulland 9           | (15–11)     | három játékos 4     | Aquarama Kristiansand, Kristiansand Nézőszám: 1650 Játékvezetők: Florescu, Stoia (ROU) |
| 2017. október. 14. 16:00 | 4× 3×               | Jegyzőkönyv | 2× 2×               | Aquarama Kristiansand, Kristiansand Nézőszám: 1650 Játékvezetők: Florescu, Stoia (ROU) |

| 2017. október. 14. 19:00 | SG BBM Bietigheim  | 26–30       | Metz Handball | Arena Ludwigsburg, Ludwigsburg Nézőszám: 1238 Játékvezetők: Leandersson, Lindroos (FIN) |
| 2017. október. 14. 19:00 | Naidziniavicius 10 | (12–17)     | Smits 7       | Arena Ludwigsburg, Ludwigsburg Nézőszám: 1238 Játékvezetők: Leandersson, Lindroos (FIN) |
| 2017. október. 14. 19:00 | 5× 2×              | Jegyzőkönyv | 4× 3×         | Arena Ludwigsburg, Ludwigsburg Nézőszám: 1238 Játékvezetők: Leandersson, Lindroos (FIN) |

| 2017. október. 21. 17:30 | Metz Handball | 27–23       | Budućnost Podgorica | Arènes de Metz, Metz Nézőszám: 4266 Játékvezetők: Horváth, Marton (HUN) |
| 2017. október. 21. 17:30 | Gros 10       | (13–10)     | Laslo 7             | Arènes de Metz, Metz Nézőszám: 4266 Játékvezetők: Horváth, Marton (HUN) |
| 2017. október. 21. 17:30 | 2× 3×         | Jegyzőkönyv | 4× 3×               | Arènes de Metz, Metz Nézőszám: 4266 Játékvezetők: Horváth, Marton (HUN) |

| 2017. október. 22. 17:00 | Vipers Kristiansand     | 24–29       | SG BBM Bietigheim | Aquarama Kristiansand, Kristiansand Nézőszám: 1639 Játékvezetők: Brkic, Jusufhodzic (AUT) |
| 2017. október. 22. 17:00 | Jonassen, Kristiansen 5 | (8–16)      | Naidziniavicius 9 | Aquarama Kristiansand, Kristiansand Nézőszám: 1639 Játékvezetők: Brkic, Jusufhodzic (AUT) |
| 2017. október. 22. 17:00 | 5× 2× 1×                | Jegyzőkönyv | 7× 3×             | Aquarama Kristiansand, Kristiansand Nézőszám: 1639 Játékvezetők: Brkic, Jusufhodzic (AUT) |

| 2017. november. 01. 18:30 | SG BBM Bietigheim  | 25–24       | Vipers Kristiansand | Arena Ludwigsburg, Ludwigsburg Nézőszám: 1876 Játékvezetők: Vranes, Wenninger (AUT) |
| 2017. november. 01. 18:30 | Naidziniavicius 10 | (16–13)     | három játékos 6     | Arena Ludwigsburg, Ludwigsburg Nézőszám: 1876 Játékvezetők: Vranes, Wenninger (AUT) |
| 2017. november. 01. 18:30 | 1× 2×              | Jegyzőkönyv | 5× 4×               | Arena Ludwigsburg, Ludwigsburg Nézőszám: 1876 Játékvezetők: Vranes, Wenninger (AUT) |

| 2017. november. 04. 19:30 | Budućnost Podgorica | 23–18       | Metz Handball | Morača Sports Center, Podgorica Nézőszám: 2300 Játékvezetők: Opava, Válek (CZE) |
| 2017. november. 04. 19:30 | Jauković 8          | (11–8)      | Zaadi 5       | Morača Sports Center, Podgorica Nézőszám: 2300 Játékvezetők: Opava, Válek (CZE) |
| 2017. november. 04. 19:30 | 4× 3×               | Jegyzőkönyv | 5× 2×         | Morača Sports Center, Podgorica Nézőszám: 2300 Játékvezetők: Opava, Válek (CZE) |

| 2017. november. 10. 19:30 | Vipers Kristiansand | 22–25       | Metz Handball | Aquarama Kristiansand, Kristiansand Nézőszám: 1742 Játékvezetők: Brehmer, Skowronek (POL) |
| 2017. november. 10. 19:30 | Kristiansen 6       | (11–12)     | Gros 7        | Aquarama Kristiansand, Kristiansand Nézőszám: 1742 Játékvezetők: Brehmer, Skowronek (POL) |
| 2017. november. 10. 19:30 | 2× 3×               | Jegyzőkönyv | 4× 3×         | Aquarama Kristiansand, Kristiansand Nézőszám: 1742 Játékvezetők: Brehmer, Skowronek (POL) |

| 2017. november. 12. 17:00 | SG BBM Bietigheim  | 27–21       | Budućnost Podgorica | Arena Ludwigsburg, Ludwigsburg Nézőszám: 2258 Játékvezetők: Erdoğan, Özdeniz (TUR) |
| 2017. november. 12. 17:00 | Naidziniavicius 10 | (12–10)     | Laslo 6             | Arena Ludwigsburg, Ludwigsburg Nézőszám: 2258 Játékvezetők: Erdoğan, Özdeniz (TUR) |
| 2017. november. 12. 17:00 | 3×                 | Jegyzőkönyv | 5× 2×               | Arena Ludwigsburg, Ludwigsburg Nézőszám: 2258 Játékvezetők: Erdoğan, Özdeniz (TUR) |

| 2017. november. 18. 19:00 | Budućnost Podgorica | 26–23       | Vipers Kristiansand | Morača Sports Center, Podgorica Nézőszám: 2900 Játékvezetők: Tzaferopoulos, Bethmann (GRE) |
| 2017. november. 18. 19:00 | Raičević 7          | (11–13)     | Sulland 10          | Morača Sports Center, Podgorica Nézőszám: 2900 Játékvezetők: Tzaferopoulos, Bethmann (GRE) |
| 2017. november. 18. 19:00 | 1× 3×               | Jegyzőkönyv | 2× 4×               | Morača Sports Center, Podgorica Nézőszám: 2900 Játékvezetők: Tzaferopoulos, Bethmann (GRE) |

| 2017. november. 19. 15:00 | Metz Handball | – | SG BBM Bietigheim | Arènes de Metz, Metz Játékvezetők: Florescu, Stoia (ROU) |
| 2017. november. 19. 15:00 |               |   |                   | Arènes de Metz, Metz Játékvezetők: Florescu, Stoia (ROU) |
| 2017. november. 19. 15:00 | Jegyzőkönyv   |   |                   | Arènes de Metz, Metz Játékvezetők: Florescu, Stoia (ROU) |